# Bafatá (région)
Pour les articles homonymes, voir Bafatá.
Bafatá est une région de Guinée-Bissau dont la capitale est Bafatá.

## Géographie

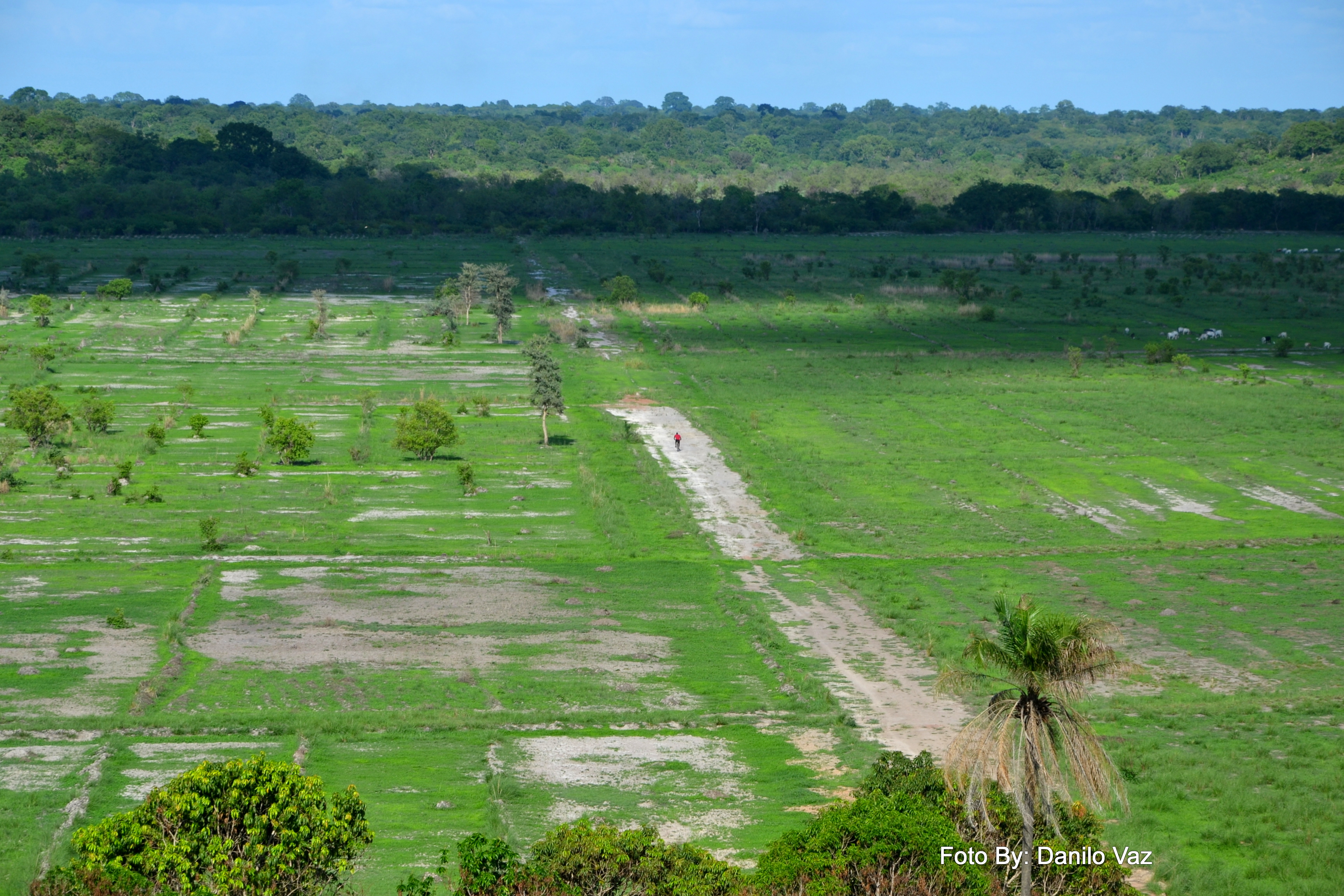
Une réserve protégée près du rio Geba, dans le Bafatá. Juillet 2015.

Au nord, la région partage une frontière avec le Sénégal.

## Secteurs

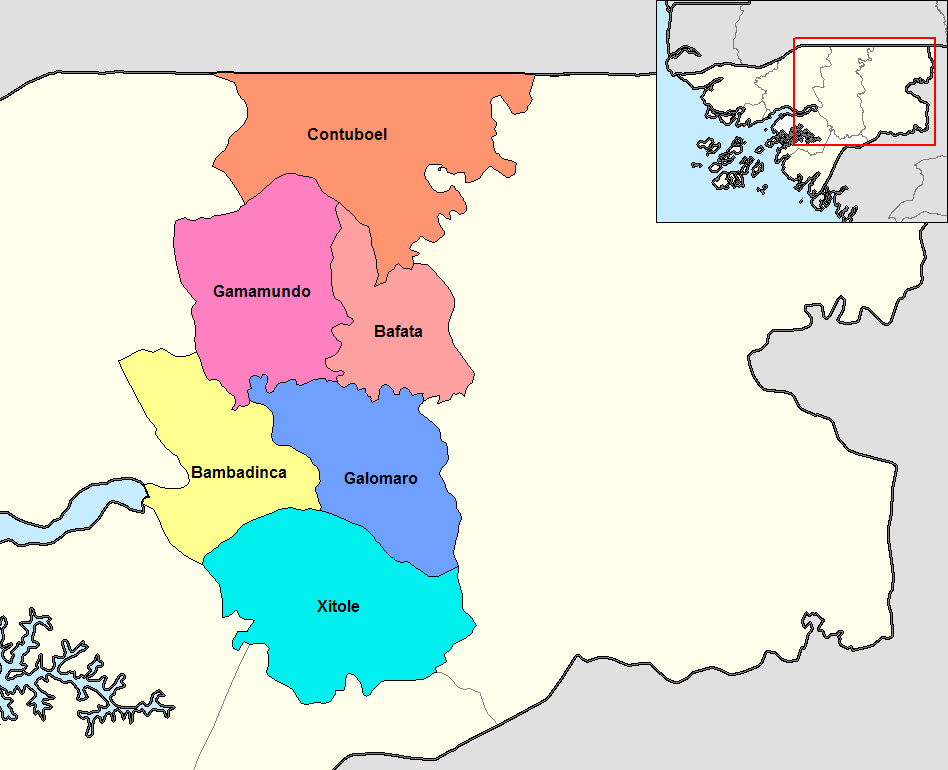
Secteurs de Bafatá

La région de Bafatá est divisé en 6 secteurs :
- Bafatá
- Bambadinca
- Contuboel
- Galomaro
- Gamamundo
- Xitole

## Économie

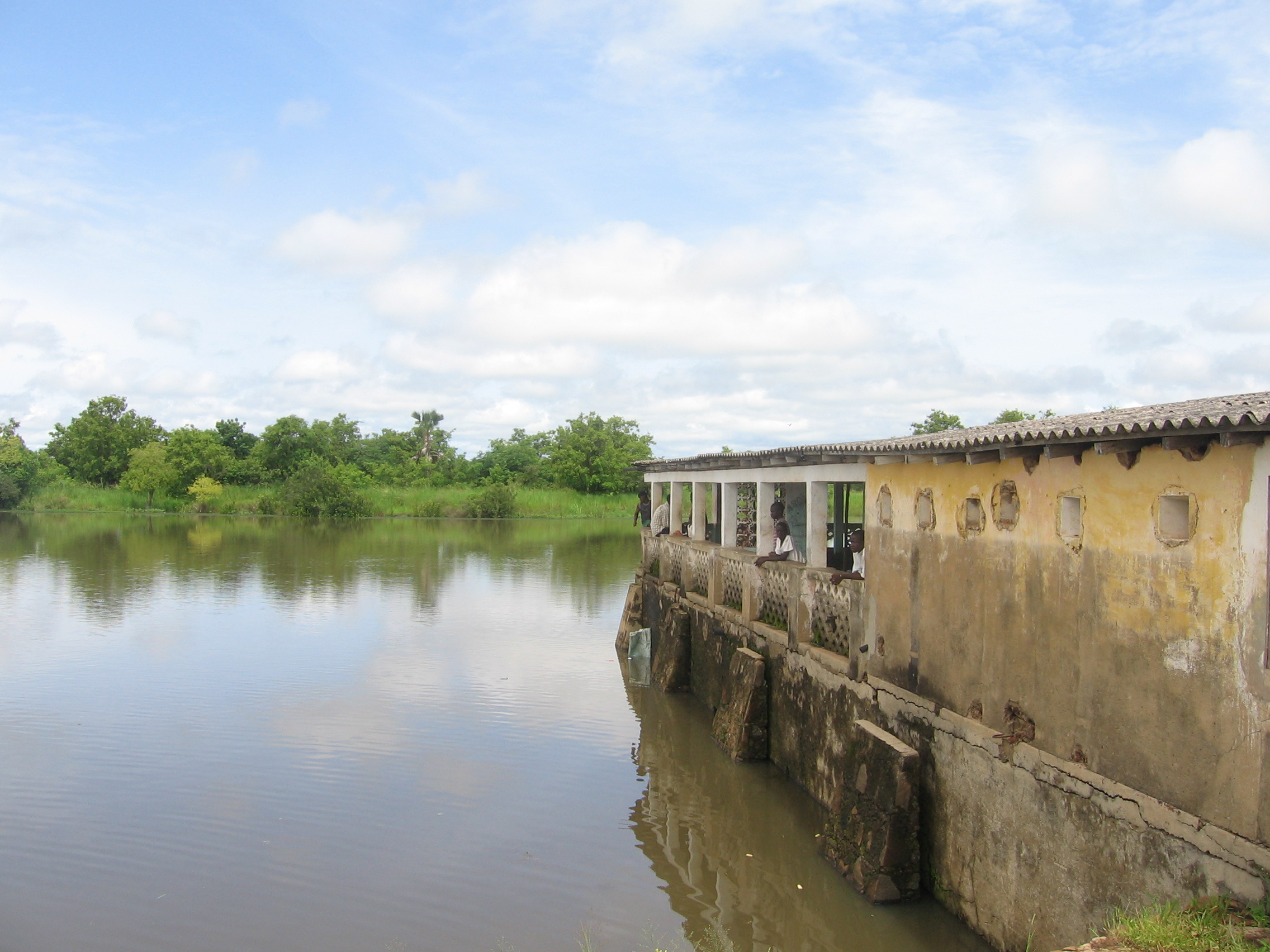
Fleuve Rio Geba à Bafatá.

### Activité agro-industrielle
On y trouve une usine d'égrenage de coton, financée par la coopération française (CCCE), le Fonds européen pour le développement de l'Union européenne et par la société CFDT/Geocoton, créée en 1977 comme simple projet du ministère de l'Agriculture guinéen, et nommée à l'origine Projecto de Desenvolvimento Rural de Leste (PDRL). L'usine a une capacité de production de 10 000 tonnes de coton, niveau de production qu'il était prévu d'atteindre dans les années 90; ce niveau n'a pas encore été atteint en 2011.
La création et la gestion de la filière coton en Guinée-Bissau fut confiée a la CFDT (Compagnie Française de Developpement Textile, devenue depuis Géocoton): achat du coton aux agriculteurs, usinage (séparation de la fibre des graines), approvisionnement des agriculteurs en intrants (insecticides et engrais) et en semences, vente de la fibre et des graines oléagineuses sur le marché international. Ce fut initialement un succès, avec en 1990 une superficie cultivée d'environ 3 000 hectares, et l'encadrement d'environ 20 000 agriculteurs.
Après une baisse de la production, en 1997 l'UGA (Unidade de Gestão Algodoeira) fut créée avec la CFDT. La campagne 1997/98 permit de remonter à 4 300 tonnes de coton, mais tomba à 1 000 tonnes les années suivantes.
À cause du "conflit du 7 juin 1998", CFDT/Geocoton a cessé ses activités en Guinée. Le Gouvernement signa un contrat avec Aiglon SA (Suisse) pour assurer les campagnes 2000 et 2001, créant la société mixte SAGB (Sociedade Algodoeira da Guiné-Bissau) sise à Bafatá (ville) : capital 51 % Aiglon SA, et 49 % État de Guinée-Bissau (apport constitué du patrimoine de l'ex-UGA, essentiellement usine et camions).
Parallèlement fut créée la SONAI (Sociedade Nacional Agro-Industrial), par un groupe d'anciens encadreurs de UGA, pour développer la culture du coton et sa commercialisation.
La campagne 2001/2002 prouva que les deux sociétés n'avaient pu imprimer une dynamique de production. En 2001 la Guinée-Bissau exporta 1 000 tonnes de fibre pour 1 million de dollars FOB.

### Activité agricole
- Cultures vivrières (cajou, canne à sucre, fruits) et coton.